# قنطرة المجذوب
تعتبر قنطرة المجذوب الأثرية من أهم المنشات المائية بمحافظة أسيوط وقد أنشئت في عهد محمد على باشا وهي عبارة عن ثلاث عيون لمجرى المياه.

## الموقع
أنشئت على مسافة جنوب شرق جامع المجذوب في عصر محمد على الذي أعاد بناءها سنة 1251هـ - 1835مـ مكان قنطرة قديمة في نفس الموقع وهي من أكثر الاماكن الأثرية جمالا في المحافظة

## الأهمية
كانت مخصصة للصرف الحوضي لمياه الرى وهو نظام قديم عرفتة مصر منذ أقدم العصور ومن خلال الرسومات الموجودة في كتاب وصف مصر يتضح أن شكل القنطرة كان عبارة عن ثلاثة عقود مبينة تستند على ثلاث دعامات وضعت رأسيا بين فتحات العنقود.

## الطراز المعماري
الطراز المعمارى يشير أنها تعود للعصر المملوكي.